# Drum național 41A
Der Drum național 41A (rumänisch für „Nationalstraße 41A“, kurz DN41A) ist eine Hauptstraße in Rumänien. 

## Verlauf
Die kurze, nur 0,5 km lange Straße verläuft in Oltenița vom Ende des Drum național 4 an der Einmündung des Drum național 31, das sie mit dem Drum național 41 verbindet.